# گیودا، سایتاما
۳۶°۸′ شمالی ۱۳۹°۲۷′ شرقی / ۳۶٫۱۳۳°شمالی ۱۳۹٫۴۵۰°شرقی
گیودا در استان سایتاما در کشور ژاپن واقع شده است  که دارای جمعیت ۸۷٬۴۶۲ نفر و مساحت ۶۷٫۳۷ کیلومتر مربع با تراکم جمعیت ۱٬۲۹۸  نفر در کیلومترمربع است و در تاریخ ۳ مه ۱۹۴۹ به عنوان شهر شناخته شد.